# 별별 랭킹쇼
《별별 랭킹쇼》는 대한민국의 JTBC의 프로그램이다. 시청자들의 참신한 호기심과 다양한 고민을 패널들의 특색 있는 토크와 기발한 실험을 통해 해결해주는 방송이다.

## 방송 시간
- 2012년 2월 7일 ~ 2012년 3월 22일 : 매주 월,화,목요일 저녁 7시 00분